# Tarō Kōno
Pour les articles homonymes, voir Kono.
Tarō Kōno (河野 太郎, Kōno Tarō), né le 10 janvier 1963 à Hiratsuka (préfecture de Kanagawa), est un homme politique japonais.

## Biographie

### Origines familiales et études
Tarō Kōno est issu d'une puissante dynastie politique. Il est le fils de Yōhei Kōno, une figure de premier plan du Parti libéral-démocrate (PLD) qui fut vice-premier ministre et président de la Chambre des représentants, et le petit-fils d'Ichiro Kōno, qui a également occupé le poste de vice-premier ministre. Son grand-oncle, Kenzo Kōno, a été président de la Chambre des conseillers.
Il suit pendant quatre ans les cours à l'université de Georgetown, à Washington.

### Carrière politique
Membre du PLD, il est ministre des Affaires étrangères de 2017 à 2019 et ministre de la Défense du 11 septembre 2019 au 16 septembre 2020.
Depuis cette date, il est ministre chargé de la Réforme administrative, de la Fonction publique, d'Okinawa et des Territoires du Nord et de la Réforme réglementaire.

### Primaire de 2021
Le 10 septembre 2021, il annonce sa candidature à l'Élection à la présidence du Parti libéral-démocrate japonais de 2021, quelques jours après l'annonce du prochain départ du Premier ministre Yoshihide Suga dont il convoite par conséquent le poste. Il fait alors figure de favori face aux deux autres candidats déclarés, Fumio Kishida et Sanae Takaichi.
Ancien Ministre des affaires étrangères en 2017 puis ministre de la défense et ministre de la réforme administrative, Kōno s'attire la faveur des militants en raison de son style anti conformiste ainsi que pour ses positions à gauche sur les questions sociales. Adepte d'une communication plus directe via l'utilisation d'un compte Twitter, il acquiert une forte popularité en se montrant notamment très accessible lorsqu'à la tête de la campagne de vaccination contre la Covid-19. S'il s’affirme « vrai conservateur », ses prises de positions défavorables à l'énergie nucléaire et favorables au mariage homosexuel ainsi qu'à la fin de l'obligation pour les couples d'adopter le même nom de famille lui valent le soutien de la population, mais l'opposition de l'aile la plus conservatrice du PLD. Il est également critiqué pour son tempérament colérique et un comportement jugé arrogant, souvent fermé aux critiques,,.
Il est décrit comme bon stratège et travailleur acharné mais au comportement colérique et autoritaire.
L'accident nucléaire de Fukushima en 2011 l'a conduit à soutenir l'abandon de l'énergie nucléaire au Japon au profit des énergies renouvelables.
Il est d'orientation néolibérale sur les questions économiques et favorable aux privatisations.

### Primaire de 2024
En septembre 2024, à la suite de la démission de Fumio Kishida de la présidence du PLD, Kōno est candidat à sa succession et donc au poste de Premier Ministre du Japon. Il s'oppose notamment à Yōko Kamikawa, Sanae Takaichi, Yoshimasa Hayashi, Shigeru Ishiba et Shinjirō Koizumi,. Sa candidature est soutenue, entre autres, par Keiko Nagaoka et Karen Makishima.